# 全国高等専門学校プログラミングコンテスト
全国高等専門学校プログラミングコンテスト（ぜんこくこうとうせんもんがっこう─、プロコン）は、全国高等専門学校連合会の主催するコンピュータプログラミングのコンテストである。
高等専門学校のプログラミングの学習意欲向上のため、高専の教員が中心となって開催されている。
参加者は国公私立高専の学生が対象となっている。
当初は文部科学省の「全国生涯学習フォーラム（まなびピア）」の一環として開催されていたが、　2012年度に当事業が終了したことにより、開催地は連合会の協議で決定されることとなった（北海道→東北→関東信越→東海北陸→中国→四国→九州沖縄）。
課題・自由・競技（第5回以降）の三部門がある。
このうち自由部門は、毎回自由なテーマで独創的な作品を作ることになっている。

## 歴史
- 1990年 第1回「やる気と脳にいい汗をかこう」

課題「CAI用のソフトウェア」
会場:国立京都国際会館（京都市）
担当校:沼津高専
- 1991年 第2回「大胆していいよ」

課題「CAI用のソフトウェア」
会場:大分コンパルホール（大分市）
担当校:沼津高専
第2回以降、当時の文部省が後援。
- 1992年 第3回「やさしさは技術から」

課題「人にやさしい技術」
会場:仙台国際センター（仙台市）
担当校:群馬高専
最優秀者へ文部大臣賞授与が始まる。
- 1993年 第4回「やさしさは技術から」

課題「人にやさしい技術」
会場:名古屋市吹上ホール（名古屋市）
開催校:豊田高専
特別審査委員設置。
- 1994年 第5回「ええ！コンピュータって、こんなことができるの！！」

課題「遊び心とコンピュータ」
競技「ノートパソコンとGPSを用いた面積測定」
会場:富山安田生命ホール（富山市）
開催校:富山商船
競技部門創設。
- 1995年 第6回「ええ！コンピュータって、こんなことができるの！！」

課題「遊び心とコンピュータ」
競技「イメージクリップボードを用いた退席測定」
会場:函館市民会館（函館市）
開催校:函館高専
- 1996年 第7回「コンピュータにKISSできる？」

課題「人の気持ちがわかるコンピュータ」
競技「鬼さんこちら ピッとなる方へ」
会場:北九州国際会議場（北九州市）
開催校:北九州高専
- 1997年 第8回「絢爛ゴーカイ、技術の祭典」

課題「人の気持ちがわかるコンピュータ」
競技「あっちの花をピィッ！キング」
会場:ハイブ長岡（長岡市）
開催校:長岡高専
NHK「サイエンスアイ」で全国放映。
三部門の中から最優秀チームをオーストラリアへ研修派遣。
- 1998年 第9回「ルネッサンスの予感」

課題「伝統技術とコンピュータ」
競技「ひょっころりプロコン島」
会場:明石市勤労福祉会館（明石市）
開催校:明石高専
- 1999年 第10回「若きイレブンによる新世紀への序章」

課題「伝統技術とコンピュータ」
競技「ピースでpeace」
会場:呉市広青年教育センター・呉市広公民館（呉市）
開催校:呉高専
三部門の中から最優秀チームを韓国へ研修派遣。
自由部門をコンテンツ部門に変更。
- 2000年 第11回「技術はミレニアムを越えて」

課題「自然との共生」
競技「みえつ　かくれつ　箱はこび」
会場:メッセウイング三重（津市）
開催校:鈴鹿高専
- 2001年 第12回「人ねっと創造＠IT新世紀」

課題「自然との共生」
競技「孫・まご・積木のおかたづけ」
会場:鶴岡市中央公民館（鶴岡市）
開催校:鶴岡高専
- 2002年 第13回「あいであ百万石」

課題「スポーツとコンピュータ」
競技「以心伝心」
予選会場:東京都立航空工業高等専門学校（荒川区）
本選会場:石川県地場産業振興センター（金沢市）
開催校:石川高専
参考資料
第13回プロコン観戦レポート(日経ソフトウエア2003年1月号、ITPro 日経BP)
- 2003年 第14回「汗とアイデア二刀流」

課題「スポーツとコンピュータ」
競技「達人に隙なし」
会場:八王子いちょうホール（八王子市）
主管校:東京高専
まなびピアは沖縄で開催されたが、沖縄高専が設立前だったため東京で開催された。
参考資料
第14回プロコン観戦レポート(日経ソフトウエア2004年1月号、ITPro)
- 2004年 第15回「アイディアを潮風にのせて」

課題「街に活きているコンピュータ」
競技「記憶のかけら」
会場:新居浜市市民文化センター（新居浜市）
主管校:新居浜高専
オープン参加としてハノイ工科大学(ベトナム・ハノイ)が参加。
参考資料
第15回プロコン観戦レポート(日経ソフトウエア2005年1月号、ITPro)
- 2005年 第16回「きみのハートは100G（がいな）Hz!」

課題「街に活きているコンピュータ」
競技「ハートを捜せ！」
予選会場:東京都立産業技術高等専門学校（品川キャンパス）
本選会場:米子コンベンションセンター（米子市）
主管校:米子高専
オープン参加としてハノイ工科大学、モンゴル科学技術大学(英語版)が参加。
参考資料
第16回プロコン観戦レポート(日経ソフトウエア2003年1月号、吉田育代、ITPro)
- 2006年 第17回「広がる思い「水平線を越えて」

課題「子供心とコンピュータ」
競技「片付けマス」 予選会場:東京都立産業技術高等専門学校（品川キャンパス）
本選会場:茨城工業高等専門学校（ひたちなか市）
主管校:茨城高専
オープン参加としてハノイ工科大学、モンゴル工科大学、大連東軟情報学院（中国・大連）が参加。
参考資料
プロコン本選開催、課題部門で長野高専「しゃぼん玉とばそ」が最優秀賞 (2006.10 BCNニュース)
- 2007年 第18回「天守閣　めざすアイデア　愛いっぱい」

課題「子供心とコンピュータ」
競技「石垣工務店」
予選会場:東京都立産業技術高等専門学校（品川キャンパス）
本選会場:津山文化センター（津山市）
主管校:津山高専
オープン参加としてベトナム国家大学、大連東軟情報学院が参加。
参考資料
「第18回高専プロコン」津山で開催、弓削商船が課題・自由両部門を制覇(2007.10 BCN Bizline)
今どきの高専生があこがれる「石垣工務店」に秘められたドラマ(2007.10、西尾泰三、ITmedia)
高専プロコンの「団長」が魅せたアルゴリズムと涙(2007.10、湯浅優香（茨城高専）、ITmedia) - 参加者による執筆。
- 2008年 第19回「掘り起こせ！未知なる能力（パワー）」

課題「ゆとりを生み出すコンピュータ」
競技「フラっと収集車」
予選会場:サレジオ工業高等専門学校
本選会場:いわき明星大学（いわき市）
主管校:福島高専
オープン参加としてモンゴル国立大学、ハノイ国家大学、大連東軟情報学院が参加。
参考資料
高専プロコンを襲った魔物の正体とは (2008.10、西尾泰三、ITmedia)
最優秀賞は米子高専「BOOK・ON」に決定(課題部門、2008.10、ITジュニア育成交流協会)
斬新な影絵システム「写動」で、詫間電波が自由部門の最優秀賞(2008.10、ITジュニア育成交流協会)
接戦を制したのは木更津高専！！　ネットワーク対戦で高専プロコン競技部門が終了(競技部門、2008.10、ITジュニア育成交流協
- 2009年 第20回「集まれ手作りの未来たち－海を越え！翔けろ！橋になれ！－」

課題「ゆとりを生み出すコンピュータ」
競技「何色？ サッと見 発見伝」
予選会場:国立高専機構田町CICオフィス
本選会場:かずさアカデミアホール（木更津市）
主管校:木更津高専
今大会から課題部門と競技部門の準決勝以降は国際大会も兼ねるようになった。
オープン参加としてモンゴル国立大学、ハノイ国家大学、大連東軟情報学院、國立聯合大学（台湾）が参加。
参考資料
「最強最速」を見せつけた浪速の高専生(2009.10、西尾泰三、ITmedia)
東京高専が最優秀賞、課題部門では初(課題部門編、2009.10、ITジュニア育成交流協会)
最優秀賞は香川高専（詫間）、新高専誕生に華を添える(自由部門編、2009.10、ITジュニア育成交流協会)
決勝は、大阪府立高専と一関高専の一騎打ち！(競技部門編、2009.10、ITジュニア育成交流協会)
- 2010年 第21回「集えプロコン！ IT維新の志士たち」

課題「旅とコンピュータ」
競技「水瓶の恵み-緑と水のネットワーク-」
予選会場:サレジオ工業高等専門学校
本選会場:高知市文化プラザかるぽーと（高知市）
主管校:高知高専
- 2011年 第22回「KIZUNA2011」

課題「旅とコンピュータ」
競技「よみがえれ、世界遺産」
予選及び本選会場:舞鶴市総合文化会館（舞鶴市）
主管校:舞鶴高専
- 2012年 第23回「プロコンやるバイ！元気にするバイ！」

課題「ICTでサポートする明るい少子高齢化社会」
競技「数えなサイ　～Here are Dice!～」
予選会場:東京都立産業技術高等専門学校（品川キャンパス）
本選会場:大牟田文化会館（大牟田市）
主管校:有明高専
- 2013年 第24回「いでよ！新時代のICTカムイ！」

課題「ICTでサポートする明るい少子高齢化社会」
競技「じょっぴん通信 ～ダイスきな人に伝えてくだサイ～」
予選会場:東京都立産業技術高等専門学校（品川キャンパス）
本選会場:旭川市民文化会館（旭川市）
主管校:旭川高専
- 2014年 第25回「とどけよう、イーハトーヴの風~僕らが創る希望郷~」

課題「防災・減災対策と復興支援」
競技「キオクのかけらII」
予選会場:関東ITソフトウェア健保会館・市ケ谷会議室
本選会場:一関文化センター（一関市）
主管校:一関高専
- 2015年 第26回「発想（）だせ！　技術（）だせ！　ずくだせ！」

課題「防災・減災対策と復興支援」
競技「石畳職人Z」
予選会場:東京都立産業技術高専（品川キャンパス）
本選会場:ホクト文化ホール（長野市）
主管校:長野高専
- 2016年 第27回「輝く真珠は僕らの発想(アイディア)」

課題「スポーツで切り拓く明るい社会」
競技「ホントの魅力がミエますか？」
予選会場:東京都立産業技術高専（品川キャンパス）
本選会場:伊勢市観光文化会館（伊勢市）
主管校:鳥羽商船
- 2017年 第28回 「ＩＴ志士たち，よーけ集まるであります．」

課題「スポーツで切り拓く明るい社会」
競技「おいでませ，ホントの魅力へ」
予選会場:東京都立産業技術高専（品川キャンパス）
本選会場:周南市文化会館（周南市）
主管校:大島商船
- 2018年 第29回 「IT の未来はここにあるでないで!」

課題「ICTを活用した地域活性化」
競技「巡りマス」
予選会場:東京都立産業技術高専（品川キャンパス）
本選会場:アスティとくしま（徳島市）
主管校:阿南高専
- 2019年 第30回「IT革命 起こすっちゃが」

課題「ICTを活用した地域活性化」
競技「踊って舞って回って」
予選会場:東京都立産業技術高専（品川キャンパス）
本選会場:都城市総合文化ホール（都城市）
主管校:都城高専
- 2020年 第31回「北の大地で拓け！ICTミライ」

課題「楽しく学び合える！」
競技:中止
予選及び本選会場:オンライン開催
主管校:苫小牧高専
- 2021年 第32回「集え！未来創造への限りなき想い」

課題:「楽しく学び合える！」
競技:「技術廻戦」
予選及び本選会場:オンライン開催
主管校:秋田高専
- 2022年 第33回「ここだんべ!日本一熱き ITの戦場!」

課題:「オンラインで生み出す新しい楽しみ」
競技:「力あわせる六万人」
予選会場:群馬工業高等専門学校
本選会場:Gメッセ群馬(高崎市)
主管校:群馬高専
- 2023年 第34回「みせよっさ∞の可能性」

課題:「オンラインで生み出す新しい楽しみ」
競技:「決戦！ ｎ乗谷城」
予選会場:東京都立産業技術高専（品川キャンパス）
本選会場:サンドーム福井(越前市)
主管校:福井高専
- 2024年 第35回「まほろばの地で古都ロジー開花」

課題:「ICTを活用した環境問題の解決」
競技:「シン・よみがえれ世界遺産」
本選会場:なら100年会館(奈良市)
主管校:奈良高専
- 2025年 第36回「水都で創る、未来のイノベーション」

課題:「ICTを活用した環境問題の解決」
競技:準備中
本選会場:くにびきメッセ(松江市)
主管校:松江高専
- 2026年 第37回

主管校:香川高専(高松)
- 2027年 第38回

主管校:久留米高専

## 最優秀賞・優秀賞
最優秀賞（競技部門は優勝）には文部科学大臣賞（第8回から、ただし第11回までは文部大臣賞）、情報処理学会若手奨励賞（第23回から）、電子情報通信学会若手奨励賞（第32回から）が贈られる。

### 課題部門
| 回 | 最優秀賞                                                                      | 高専名       | 優秀賞                                                                              | 高専名     |
| -- | ----------------------------------------------------------------------------- | ------------ | ----------------------------------------------------------------------------------- | ---------- |
| 01 |                                                                               |              | 電気回路CAIシステム                                                                 | 群馬       |
| 02 | -CAIソフト作成支援言語「LIAC」による- 音とフーリエ変換学習用CAI「音を斬る！」 | 長野         | CAIソフト                                                                           | 有明       |
| 03 | ”こんなかんじかな？！” -マウスで学ぶ漢字の書き順-                             | 大島商船     | ばー「おbarちゃん、えほんよんで！」 -バーコードによるASCIIファイル音声出力システム- | 熊本電波   |
| 04 | はし-600 ー視覚障害者のための立体ディスプレイシステムー                       | 呉           | Rubato & Fermata                                                                    | 沼津       |
| 05 | いそげ！！ ハリー                                                             | 富山商船     | ペン入力音楽情報ソフト「カラヤンくん」                                              | 長野       |
| 06 | 魅せます！大江戸花火職人                                                      | 長野         | 彫る造くんZ                                                                         | 函館       |
| 07 | 魅せます！メイクさん                                                          | 長野         | Personaware -Human Softwareへの挑戦-                                                | 舞鶴       |
| 08 | ふめくり☆ふめくら                                                             | 長野         | 人にやさしい電脳自動車学校                                                          | 久留米     |
| 09 | ガラス工芸体験システム 「Ｇｌａｓｓｉｃ Ｐａｒｋ｣                             | 長野         | 手漉き和紙製作体験ソフト 『すき すき 紙漉き』                                       | 宮城       |
| 10 | 歌舞伎のための３Ｄシナリオ作成システム 「踊る台本操作線」                     | 長野         | That’s Oar! 〜めざせ櫓漕ぎ名人〜                                                    | 弓削商船   |
| 11 | poiSpeed2000 ~ゴミ削減支援システム~                                           | 舞鶴         | 花樽 ~花の気持ちがわかるコンピュータ~                                               | 長岡       |
| 12 | Project U                                                                     | 弓削商船     | あいのりRevolution 21                                                               | 舞鶴       |
| 13 | ボールはネットを越え、データはネットを越える！                                | 鳥羽商船     | しゃぼんだま ?昔の自分へ Forever Memories                                           | 金沢       |
| 14 | なわとび天国 ―ぼくらは跳ぶ。健康のために。―                                   | 弓削商船     | すのチェリー ―ＲＥＳＵＲＲＥＣＴＩＯＮ―                                             | 金沢       |
| 15 | ♪私のバスガイドさん♪ ―さぽーと☆でいりぃ・ばすらいふ。―                        | 松江         | 新聞配達管理支援システム 必着仕事人                                                 | 長野       |
| 16 | お洗濯とりこＭａｉｌ                                                          | 鳥羽商船     | これでＤａｉｊｏｂ ―助け愛ｎｅｔ―                                                   | 松江       |
| 17 | しゃぼん玉とばそ                                                              | 長野         | 発掘！恐竜大辞典 ―友達を誘って、恐竜に会いにいこう―                                 | 長野       |
| 18 | Ｂｅａｕｔｙ ａｎｄ ｔｈｅ Ｂｅａｄｓ                                         | 弓削商船     | おはじきぱっちん♪                                                                   | 徳山       |
| 19 | ＢＯＯＫ・ＯＮ ―新感覚ユーザインタフェース本型入力装置―                       | 米子         | Ｈｅａｒｔｆｕｌ Ａｌａｒｍ                                                         | 弓削商船   |
| 20 | ＡＣＴ ―Ａｕｔｏ Ｃｈａｎｎｅｌｉｎｇ Ｔｅｌｅｖｉｓｉｏｎ―                   | 東京         | Ｍｅｌｏｄｙ Ｌｉｎｅ ―オレでも出来る！？作曲ツール―                                | 鈴鹿       |
| 21 | べらぐる ―ＶａｒｉｏｕｓＬａｎｇｕａｇｅｓＧｏｕｒｍｅ―                       | 松江         | タビは道づれ                                                                        | 舞鶴       |
| 22 | スマートアンブレラ                                                            | 香川（高松） | Ｆｌｏｏｒ→Ｆｌｏｗ Ｎａｖｉｇａｔｏｒ                                              | 一関       |
| 23 | ｈｅａｌＴｅｅｔｈ ―歯みがきで輝く未来―                                       | 弓削商船     | ＳｈｉｎＢｕｎｅｔ                                                                  | 沖縄       |
| 24 | 縁 ―ゆかりのある子育て―                                                       | 東京         | かぞくぐるみ ―ぬいぐるみ型コミュニケーションロボット―                               | 鳥羽商船   |
| 25 | つながっタワー ―津波避難タワー間を結ぶ安心防災システム―                       | 高知         | 光陰如箭 ―Ａ ｒａｙ ｏｆ ｈｏｐｅ―                                                  | 弓削商船   |
| 26 | ホップ！ステップ！マップ！ ―小学校での安全活動支援システム―                   | 東京         | ダレカタスケテー                                                                    | 鈴鹿       |
| 27 | リアルタイムに選手とシンクロするスポーツ観戦システム                          | 東京         | Ｋｎｅｅ’ｓ Ｎｅｅｄ －英姿颯走－                                                   | 弓削商船   |
| 28 | ＳＴＥＰ －スコアブックと連動する動画閲覧システム－                           | 鳥羽商船     | ＢＬＯＯＤ ピッと！                                                                 | 弓削商船   |
| 29 | ＡＫＡＭＯＫＵ −⽔中カメラとドローンによるアカモクの資源管理−                 | 鳥羽商船     | やまおくのほそみち −⾒張り灯籠で安⼼安全−                                           | 阿南       |
| 30 | ：：：ｄｏｃ −自動点字相互翻訳システム−                                       | 東京         | とばまっぷ −現在・過去・未来のまちの姿を地図上に可視化−                             | 鳥羽商船   |
| 31 | ぷらんとこれくしょん −体験型植物観察学習システム−                             | 東京         | 英語しりとり ｋｎｏＷｏｒｄ                                                         | 広島商船   |
| 32 | 学魚養食 －遠隔で養殖について学び、地域産業を体験し理解する－                 | 鳥羽商船     | ＳＥＮ−ＫＥＮ                                                                       | 鳥羽商船   |
| 33 | HEXELLENT!                                                                    | 函館         | Voice Cat                                                                           | 香川(詫間) |
| 34 | 転生将棋－新感覚中盤トレーニング－                                            | 熊本(八代)   | FishCam－遊漁船業のオンライン安全確認・釣果共有システム－                           | 鳥羽商船   |
| 35 | Triplean－インバウンド対応・清掃支援システム－                                | 鳥羽商船     | SDCs－100年続くまちづくり－                                                         | 舞鶴       |

### 自由部門
| 回 | 最優秀賞タイトル                                                         | 高専名       | 優秀賞タイトル                                                        | 高専名       |
| -- | ------------------------------------------------------------------------ | ------------ | --------------------------------------------------------------------- | ------------ |
| 01 | 流るる映像                                                               | 函館         | CCDカメラ画像を入力とする3次元CADシステム                             | 舞鶴         |
| 02 | 音声入出力インターフェイスを用いた航海支援システムの開発                 | 大島商船     | HYPER GRANDPRIX ’91 -パソコン制御によるスロットレーシングゲーム-      | 舞鶴         |
| 03 | Phantom Vision -Personal computerによる鳥瞰立体視システム-               | 舞鶴         |                                                                       |              |
| 04 | 愛玩動物育成シミュレーションシステム Cackｌe Pets                        | 舞鶴         | 拡張タミール語ワードプロセッサ                                        | 佐世保       |
| 05 | Performer！                                                              | 舞鶴         | 万華鏡シミュレート「光見」                                            | 福島         |
| 06 | レーダ映像の三次元表示システム                                           | 弓削商船     | 熱血！！ 通信甲子園                                                   | 宮城         |
| 07 | ネットワークコミュニケーションシステム 井戸端                            | 東京         | 漢字情報処理システム -ペンコンかんちゃん-                             | 長野         |
| 08 | 復活キューブ君                                                           | 大島商船     | ギョ3カウンター                                                       | 佐世保       |
| 09 | Ｖｉｒｔｕａｌ Ｒｅａｌｉｔｙ ｉｎ Ｍｉｄｎｉｇｈｔ 〜星座探索システム〜 | 弓削商船     | Ｋａｍｉｋａｚｅ ３０５                                               | 岐阜         |
| 10 | インフォマネージャ                                                       | 八戸         | バリナビ 〜Ｖ・Ｒ（バーチャル・リアリティ）を用いた操船支援システム〜 | 弓削商船     |
| 11 | 自発的学習支援ＷＷＷベースグループウェア LAN学のすゝめ                   | 弓削商船     | ４ｕ プレゼンテーション準備支援システム                               | 宮城         |
| 12 | 自動お買物支援システム Good BUY Days                                     | 弓削商船     | ボールでポン・ポン・ポン バレーボールシミュレーター                   | 鳥羽商船     |
| 13 | 次世代タイピング練習システム KBT                                         | 津山         | 決めッ★ネイル ?ネイルしましょう。爪しましょ｡?                         | 松江         |
| 14 | キモチ☆メッセンジャー！ ―あなたの心（ハート）へ届けます―                 | 松江         | 行列のできる消火訓練所                                                | 鈴鹿         |
| 15 | ｗｉｎｄＷｏｒｋｓ ―新次元ワークスペーシングテクノロジ―                  | 津山         | みんなでデンソツ ―劇的★卒アル革命！―                                  | 松江         |
| 16 | Ａｎｔｗａｖｅ ―超次元コラボレーションブラウザ―                          | 津山         | хρＷｏｒｌｄ ―ｅＸｔｒｅｍｅＰｒｏｇｒａｍｍｉｎｇの勧め―             | 弓削商船     |
| 17 | ルーブ・ゴールドバーグマシン・ビルダー                                   | 鈴鹿         | ＄フィン ファンタジー                                                 | 詫間電波     |
| 18 | ｊｏｉｎ ＮＡＳＳ ―つながりあうネットワーク監視システム―                 | 弓削商船     | まじかる☆モルるートくん ―化学反応シミュレータ―                        | 豊田         |
| 19 | 写動 ―シャドウ―                                                          | 詫間電波     | コエラリ！                                                            | 石川         |
| 20 | ポップスプレー ―ＰＯＰ’Ｓ ＰＬＡＹ―                                      | 香川（詫間） | ＴＥＥ ―手袋型生活自立支援インタフェース―                             | 沼津         |
| 21 | ＭＩＮＡＭＯ ＳＴＹＬＥ ―水面流―                                         | 香川（詫間） | ねこみゅ?                                                             | 松江         |
| 22 | Ａｌｌ Ｌｉｇｈｔｓ！ ―可視光通信による省電力照明システム―               | 東京         | いとをかし ―織人しらず―                                               | 弓削商船     |
| 23 | Ｔｏｐ Ｂａｌａｎｃｅｒ                                                  | 香川（詫間） | ｐｌｕｇｉｃａ ―もっと気軽にコンセント―                               | 津山         |
| 24 | すなケッチ！                                                             | 鳥羽商船     | Ｚ！ＢＡ                                                              | 香川（詫間） |
| 25 | すくえあ                                                                 | 香川（詫間） | はなまるフォーム ―スポーツ上達サポートアプリ―                         | 鳥羽商船     |
| 26 | Ｓｍａｒｔ ＡＩＳ ―海内の旗幟―                                           | 弓削商船     | ＰＵＬＬ ＤＯＧ ―視覚障がい者導きシステム―                            | 東京         |
| 27 | みつばちず －ドローンを用いた防災減災地図作成システム－                  | 鳥羽商船     | うぇーぶ！ －Ｗａｔｅｒ Ｍｕｓｉｃ Ｅｎｔｅｒｔａｉｎ－               | 久留米       |
| 28 | ＥａｃｈＴｏｕｃｈ                                                       | 香川（詫間） | うみどり －ドローンを用いた水産業支援システム－                       | 鳥羽商船     |
| 29 | わあるど −Ｗａｋｋａ！ Ｒｅ ｌｅａｒｎ＆Ｄｉｓｃｏｖｅｒｙ−              | 香川（詫間） | ぷらねっと −ＡＲを⽤いた植物栽培教育⽀援システム                      | 香川（高松） |
| 30 | Ｇｕｌｌｉｖｅｒ Ｂｌｏｃｋｓ −ＶＲで新しい創造体験を−                   | 東京         | あ！水ダス（ＡＭＩＺＤＡＳ） −水災害を自ら防ぐ水位監視システム−       | 阿南         |
| 31 | Ｋｉｓｅｋｉ Ｓｋｅｔｃｈ −あなただけの地上絵を−                         | 東京         | ｓｅａｈｏｒｓｅ −瀬戸内海をウマく繋ぐ海上タクシーシステム−           | 香川（高松） |
| 32 | Ｓｍａｒｔ Ｇａｔｈｅｒｉｎｇ －未来の農業はもっと賢く－                 | 大島商船     | Ａｕｔｏ Ｉｎｓｔｒｕｃｔｏｒ －ＡＩリハビリ指導システム－            | 香川(高松)   |
| 33 | お遍路さん −未来につなぐ、お遍路文化−                                    | 東京         | iMake! −3次元仮想メイクで全人類の化粧技術向上−                        | 豊田         |
| 34 | わんもあ－砂と鏡で創るもう一つの世界－                                   | 香川(詫間)   | ぱどろーる－安心・安全なカヤック支援システム－                        | 鳥羽商船     |
| 35 | uni                                                                      | 香川(詫間)   | SPORTSDAY－球技大会管理プラットフォーム－                             | 富山(本郷)   |

### 競技部門
競技部門創設は第5回。第31回は中止。
| 回 | 優勝                                                        | 高専名       | 準優勝                                  | 高専名       |
| -- | ----------------------------------------------------------- | ------------ | --------------------------------------- | ------------ |
| 05 | 走れ！ 測定員                                               | 呉           | 多角積軍                                | 富山商船     |
| 06 | ZOOM                                                        | 秋田         | Image Clip Board Measuring （ICBM）     | 福井         |
| 07 | MAZE（Macro Artificial Zig-Zag Expert）                     | 神戸市立     | シンクロ率99.89% -迷路脱出決戦兵器-     | 八代         |
| 08 | 東奔西走 〜森のダーリン､車のハニー〜                        | 有明         | ＳーＡーＥ                              | 育英         |
| 09 | めんたい                                                    | 久留米       | ＬＡＣでラクラク遊び                    | 鳥羽商船     |
| 10 | 千手必勝                                                    | 仙台電波     | きれはし君                              | 函館         |
| 11 | Box Manager                                                 | 小山         | ５分箱ラッシュ                          | 木更津       |
| 12 | ヘルシーZion41号                                            | 宮城         | えび                                    | 明石         |
| 13 | 伝書鳩                                                      | 東京         | OCIMUSHA                                | 秋田         |
| 14 | Inteli Pentomino Processor                                  | 大阪府立     | でめじら                                | 新居浜       |
| 15 | まじかるいめ〜じこんぷり〜た ―あの素晴らしい絵をもう一度―   | 大阪府立     | ＰＩＥＣＥ×ＰＩＥＣＥ                   | 久留米       |
| 16 | Ｅａｒｔｈ５５                                              | 久留米       | かぴなんざぐわ                          | 詫間電波     |
| 17 | ツンヅケ                                                    | 久留米       | Ｋｙｏｇｉｘ ―きょーぎっくす―           | 石川         |
| 18 | オレンジ                                                    | 宇部         | がき☆すた                               | 高知         |
| 19 | はたらく自動車                                              | 木更津       | ゆっくりトッタトラック                  | 小山         |
| 20 | みそ ―利用価値がよく分からない問題を解くためのソフトウェア― | 大阪府立     | くるりん戦隊カイテンジャー              | 一関         |
| 21 | インピーダンスＺ ―アドミタンスの逆数―                       | 石川         | 大地水浸し計画 ―お前はもう、沈んでいる― | 松江         |
| 22 | ＩｋａｎｎｎｏＩ Ｍｋ?ＩＩ ―この前のうどん美味しかったね―   | 久留米       | ＧＡＩＳＴ                              | 宇部         |
| 23 | 常盤は賽を振らない                                          | 宇部         | 白い肌に赤い点があるね                  | 都立（荒川） |
| 24 | 君に届けこの想い ―想いを伝える魔法のサイコロ―               | 鈴鹿         | ＴＲＩＤＥ ＨＣ＋＋                     | 茨城         |
| 25 | パズトラ！ ―パズル・トライアル―                             | 大阪府大     | 新委員長就任 ―参勤交代２回目まだですか― | 沖縄         |
| 26 | プログラムが一晩でやってくれました                          | 八戸         | たんぽぽ                                | 都立（品川） |
| 27 | 一致百慮                                                    | 弓削商船     | すてきなゆりかもめ                      | 東京         |
| 28 | てんぱ組                                                    | 都立（品川） | ３人よれば阿修羅の腕                    | 大阪府大     |
| 29 | ⾼橋ｎ段                                                    | 仙台（名取） | ⼈間の⼒                                | 東京         |
| 30 | 独立行政法人国立高等専門学校機構東京工業高等専門学校        | 東京         | 踊らないエージェントは左遷              | 八戸         |
| 31 | （中止）                                                    |              |                                         |              |
| 32 | 迅速果断                                                    | 弓削商船     | さつたば                                | 大阪府大     |
| 33 | 10倍高速なプログラムを開発します                            | 大阪公大     | みなかた                                | 弓削商船     |
| 34 | 蟹高専                                                      | 福井         | ゴリゴリズム                            | 熊本(熊本)   |
| 35 | 回鍋肉                                                      | 松江         | 創立５０周年記念                        | 徳山         |

## エピソード
- 第6回大会から第10回大会まで、課題部門にて長野高専のチームが五連覇を達成している。
- 第15回大会の会場である新居浜市はその年台風で多くの被害を受けていた。大会当日も台風が接近したが、台風は上陸せず大会は問題なく開催された。
- 第16回大会の競技部門では、海外からのオープン参加校が2校が国内高専に大差を付けて優勝した。高専生にとって、大きな刺激となった（オープン参加であったので表彰の際は除外された）。
- 第17回大会の開催前日は低気圧の影響で大荒れの天候だった。その影響で参加者の多くが利用したJR常磐線のダイヤが大きく乱れ、その日のうちに宿にたどり着けない参加者もいた。
- 第18回大会の競技部門「石垣工務店」では、初めて学生の手による大会運営用競技システムの開発が行われた（開発者は津山高専の井上恭輔→外部リンク参照）。
- 第19回大会の競技部門「フラっと収集車」では、競技システムの得点計算が正しく処理されていなかったため、再試合となった。
- 第20回大会では、新型インフルエンザの流行に伴う学校閉鎖により、参加予定の2校（課題部門1チーム、競技部門2チーム）が参加自粛を余儀なくされた。
- 第21回大会から競技部門で試合進行中に流れるBGMが、毎年変わる競技内容にあわせたオリジナル曲を作曲・使用するようになった。
- 第22回大会では、東日本大震災の影響により、主管校(および開催地)が、一関高専(一関市)から、舞鶴高専(舞鶴市)に変更になった。[102]
- 第26回大会では、第21回大会からオリジナルとなった競技部門BGMを集めたCD「Program Your Beats」がNAPROCKより製作され、会場で頒布された。[103]
- 第30回大会からNAPOROK国際プログラミングコンテスト予選として開催され、課題・競技部門の上位チームは、本選大会に出場できる。また、東京高専が三部門(課題・自由・競技)最優秀賞を獲得した。
- 第31回大会及び第32回大会では、新型コロナウイルス感染症対策により、オンラインでの開催となった。
- 第31回大会では、新型コロナウイルス感染症対策により、競技部門が中止となった。テーマは「雪降る大地　ミんなで　クるっと　囲みマス」で会場は苫小牧市民会館（苫小牧市）の予定だった。[104]